# 田所嘉徳
田所 嘉德（たどころ よしのり、1954年1月19日 - ）は、日本の政治家。自由民主党所属の衆議院議員（5期）、自由民主党副幹事長。
茨城県議会議員（4期）、法務大臣政務官兼内閣府大臣政務官、法務副大臣を歴任した。

## 経歴
茨城県下館市（現、筑西市）生まれ。栃木県立真岡農業高等学校卒業、白鷗大学法学部卒業、白鷗大学法科大学院修了。
1975年に建設会社を創業。経営者として下館青年会議所理事長、日本青年会議所特別委員長を経て1995年に下館市議会議員初当選、1998年に茨城県議会議員初当選。県議在職中に法学知識の重要性を痛感したことから白鷗大学法学部に入学。議員活動と並行して福岡政行に師事し、2006年に同大学を卒業。県議としては2010年県議選まで連続4回当選。
2011年3月、2009年衆院選で落選した赤城徳彦が同年12月に辞退を表明して以降空席となっていた自民党衆議院茨城1区支部長のポストに就任し、事実上赤城の後継候補に内定。2012年11月19日付で県議会議員を辞職し、同年12月16日の第46回衆議院議員総選挙に茨城1区から出馬して初当選。その後、国会議員活動と並行して白鷗大学法科大学院に通い、2014年3月に修了。
2014年12月14日の第47回衆議院議員総選挙で再選。2015年10月から2016年8月までの第3次安倍改造内閣にて法務大臣政務官兼内閣府大臣政務官を務めた。
2017年10月22日の第48回衆議院議員総選挙で3選。
2021年10月31日の第49回衆議院議員総選挙では、無所属で出馬した福島伸享と一騎打ちになり敗れるも、比例復活で4選。
2021年11月、地方行政から情報通信、消防、マイナンバー制度などの分野を扱う自由民主党総務部会長に就任。
2024年10月27日の第50回衆議院議員総選挙では、無所属の福島に再び敗れるも、比例復活で5選。

## 政策・主張

### 農林水産業の国内生産と需要について
田所は、農林水産業について、コロナ禍で見えてきた課題の1つとして、日本が「あまりにも海外からの輸入に依存し過ぎている」と指摘している。例えばワクチンやマスクなどの医療用品を例に「一気に需要が増えるとマスクや衛生用品を購入することができなくなってしまった」として「もしこれが農産物だったら大変なこと」という危機感を表している。
田所は、現在の食料自給率を「約37％（カロリーベース）の食料自給率はたいへん危険」として、危機的状況であるという認識を示したうえで「その他の工業製品のサプライチェーンも危うくなっており、自国での生産に重点をおく国内回帰を果たさなければならない」としている。

### デジタル化の推進
田所は、政府のデジタル化について、コロナ禍において、マイナンバー制度などが有効に活用されなかった理由として「利用できる範囲が限定されているため」とした。例として「定額給付金の支給やワクチン接種」をあげて「支給の遅延や秩序ある対応ができなかった」と批判している。田所はマイナンバーを「国民総背番号制」に例えて「個人情報が流出するなどと過度に不安を煽られた結果、必要以上に制度導入・活用に慎重となり、あるべき情報連携の仕組み等を整備することができなかったため」と分析している。改善案として「十分な論拠のもとに、有効と思われる政策を強い政治主導で推進できるようにしなければならない」と政治主導での制度推進を訴えた。

### コロナ対策
田所は、2020年から発生した新型コロナ肺炎に対するワクチン接種について、「9月7日時点では2回接種した高齢者が約9割に達し、感染者全体に占める高齢者の割合はワクチン接種開始前と比較して着実に減少している」という認識を示した。一方で、2021年7月から流行したデルタ株に関しては「これまでほとんど重症化しなかった若年層からの重症患者や死亡者の発生、若年層から他の年代への感染拡大等が見られる」として警戒しつつも「今後は若年層への接種をさらに加速」した上で、国内ワクチンの開発について「国として早期に承認ができるよう、これらの開発への支援を強化する」と、医療開発への投資の意気込みを見せた。
さらに2021年8月上旬の医療ひっ迫について「医療提供体制の強化は喫緊の課題である」として緊急性を認識した上で「病床や医療人材の確保について、民間病院の積極的な協力が得られるよう補助金の充実を図りながら、コロナ患者対応を強く要請すべきである」としている。また、無症状者や軽症者について「ホテル等を活用した宿泊療養施設を確保して対応」や自宅治療者に対しては、「医療機関との緊密な連携を確保して急激な重症化に対応し、自宅死を防止する」として、医療への負担が少なくなるような配慮も見せた

### アフターコロナの対応
田所は、アフターコロナの対応について、経済活動を再開するには「は常に自らの健康状態を把握」できる状況が必要だとしてうえで「抗原検査キットを積極的に活用」を訴えている

### 東京一極集中と地方創生
田所は、東京一極集中と地方創生について、新型コロナ肺炎が主に都市部で流行したことを指摘し、東京などの大都市への一極集中は「自然災害発生時には膨大な人的被害や建物被害の発生、救急・医療や避難所の不足といったリスクも高い」と指摘している。この課題に対して「環境に恵まれた地方に人や企業をシフトして、一極集中から地方分散型の国づくりを進める。」という提案をしている。

### 新しい感染症対策について
田所は、今後の新しい感染症対策として、「企業や行政がその社会的役割を果たしながら、どのように人の動きを抑えて感染拡大を防止するかを決めておく必要がある」として、社会全体で対応を決めていくべきだという認識を示した。そのために「事業継続計画（BCP）としてマニュアル化」と「事業継続に当たって残さなければならない機能を感染拡大状況に応じて段階的に定め」る必要性があるとしたうえで、新型感染症について「迅速に対応できるよう備えるべきである」という認識を示した。

### 消費税増税
- 2014年の公開アンケートにおいて、「2017年4月に消費税率を10%に引き上げるべきだ」と回答している[16]。
- 2017年の公開アンケートにおいて、消費税を2019年10月に10%に引き上げることについて「賛成」と回答している[17]。
- 「消費税0％の検討」を掲げた『国民を守るための「真水100兆円」令和2年度第2次補正予算に向けた提言』の賛同者に名を連ねている[18]。

### その他
- 河野談話を見直すべきとしている[19]。
- 選択的夫婦別姓制度の導入に反対[20]。
- 受動喫煙防止を目的に飲食店などの建物内を原則禁煙とする健康増進法改正に反対。2017年2月15日の厚生労働部会において、「現在では街並みの中でも、局所的な空気清浄、浄化技術、分煙、有害物質の分解、除去、減衰の技術も向上してきている。観念的に、「害悪がひどい」と決めるのではなく、そうした技術の現状を評価してからにすべきではないか」と主張した[21]。

## 所属団体・議員連盟
- 自民党たばこ議員連盟[22]
- 世界平和国会議員連合
- 日本会議国会議員懇談会[23]
- 神道政治連盟国会議員懇談会[23]